# 야치마타시
야치마타시(일본어: 八街市)는 일본 지바현 북부에 있는 시이다.

## 지리
지바현의 거의 중앙에 위치하고, 도쿄 도심에서 약 50km, 나리타 국제공항에서 약 10km 떨어진 곳에 위치한다.

## 역사
- 1872년 12월 2일 - 인바군 야치마타촌이 탄생하였다.
- 1889년 4월 1일 - 이웃한 4개 촌이 야치마타촌에 합병되었다.
- 1919년 1월 1일 - 야치마타촌이 정으로 승격해 야치마타정이 되었다.
- 1954년 11월 1일 - 근처의 가와가미촌과 합병해 신야치마타정이 되었다(신설 합병).
- 1992년 4월 1일 - 인구가 5만 명이 넘어 시로 승격하여 야치마타시가 되었다.

## 교통

### 철도
- 동일본 여객철도 소부 본선

### 도로
- 국도 126호선
- 국도 409호선

## 인구
| 연도 | 인구   | ±%     |
| ---- | ------ | ------ |
| 1920 | 14,840 | —      |
| 1930 | 16,298 | +9.8%  |
| 1940 | 18,345 | +12.6% |
| 1950 | 24,867 | +35.6% |
| 1960 | 25,387 | +2.1%  |
| 1970 | 25,375 | −0.0%  |
| 1980 | 31,939 | +25.9% |
| 1990 | 50,036 | +56.7% |
| 2000 | 72,595 | +45.1% |
| 2010 | 73,199 | +0.8%  |